# Стойно Бачийски
Стойно (Стойне) Цветков Спасов е български офицер и революционер, горянин, борец срещу комунистическата власт в България, и в частност в Пиринска Македония, след Деветосептемврийския преврат.

## Биография
Стойно Бачийски е роден на 1 септември 1897 година в Княжево. Произведен е в подпоручик през 1919, в поручик на 30 януари 1923 година, в капитан на 15 юни 1928 година, в майор на 6 май 1936 година, в подполковник на 6 май 1940 година.
Като офицер от запаса полковник Стойно Бачийски се ползва с доверие пред царския двор. През 1942 – 1943 година е командир на 51-ви пехотен вардарски полк в Скопие и като такъв участва във всички антикомунистически акции. 
След Деветосептемврийския преврат от 1944 година Стойно Бачийски е подведен заради дейността си под отговорност пред така наречения Народен съд, но поради това, че е на фронта, делото е спряно.
На 8 март 1948 година, заедно с подполковник Димитър Цветков, се присъединява към четата на Герасим Тодоров и заема ръководно място в нея. Заловен на 20 март, след като четата е разбита и е осъден на смърт по чл. 1, ал. 1,4 и 9 от Закона за защита на народната власт. Разстрелян е на 17 май 1949 година в град Горна Джумая. Заровен е в яма в гробищата на града. През 1992 година е посмъртно повишен в чин генерал-майор.

## Памет
На полковник Стойно Бачийски е наречена улица в кварталите „Княжево“ и „Карпузица“ в София (Карта).